# Algar (Spanyolország)
Algar egy község Spanyolországban, Cádiz tartományban. Algar Arcos de la Frontera, Jerez de la Frontera és San José del Valle községekkel határos. Lakosainak száma 1436 fő (2024).

## Népesség
A település lakosságának változását az alábbi diagram mutatja:
| Lakosok száma | 1755 | 1643 | 1613 | 1544 | 1505 | 1482 | 1429 | 1413 | 1442 | 1436 |
|               | 2001 | 2004 | 2006 | 2009 | 2011 | 2014 | 2016 | 2019 | 2021 | 2024 |